# Alina Mądry
Alina Maria Mądry – polska muzykolog, dr hab. nauk humanistycznych, profesor nadzwyczajny Katedry Teatru i Sztuki Mediów Wydziału Antropologii i Kulturoznawstwa Uniwersytetu im. Adama Mickiewicza w Poznaniu.

## Życiorys
10 grudnia 2001 obroniła pracę doktorską Twórczość na instrumenty klawiszowe Carla Philippa Emanuela Bacha w kontekście niemieckiej estetyki muzycznej II połowy XVIII wieku, 29 września 2014 habilitowała się na podstawie pracy zatytułowanej Barok,cz. 2: 1697-1795 Muzyka religijna i jej barokowy modus operandi, Historia Muzyki Polskiej”, t. III. Została zatrudniona na stanowisku adiunkta w Katedrze Muzykologii na Wydziale Historycznym Uniwersytetu im. Adama Mickiewicza w Poznaniu.
Objęła funkcję profesora nadzwyczajnego Instytutu Muzykologii Wydziału Historycznego Uniwersytetu im. Adama Mickiewicza w Poznaniu. Jest założycielką i prezesem Stowarzyszenia Musica Patria.

## Publikacje
- 1997: Natchnienie czy intelekt?[3]
- 2010: Pamięci Jarka Mianowskiego (1966-2009)[3]
- 2011: Dziewiętnastowieczne edycje dzieł Fryderyka Chopina jako aspekt historii recepcji[3]
- 2014: Muzyka dawna: C. P. E. Bach[3]